# هيتوشي موريشيتا (لاعب كرة قدم مواليد 1967)
هيتوشي موريشيتا (باليابانية: 森下 仁之) (مواليد 9 ديسمبر 1967)، هو لاعب كرة قدم ياباني سابق كان يلعب كلاعب وسط.

## وصلات خارجية
- هيتوشي موريشيتا على موقع قاعدة بيانات كرة القدم.إي يو (الإنجليزية)
- هيتوشي موريشيتا على موقع Soccerway.com (الإنجليزية)
- هيتوشي موريشيتا على موقع عالم كرة القدم.نت (الإنجليزية)
- J.League Data Site (باليابانية)